# 米夏埃尔·森夫特
米夏埃尔·森夫特（德語：Michael Senft，1972年9月28日—），德国男子皮划艇运动员。他曾代表德国参加1996年、2000年和2004年夏季奥林匹克运动会皮划艇比赛，其中1996年奥运会获得一枚铜牌。